# Jérémie Dufour

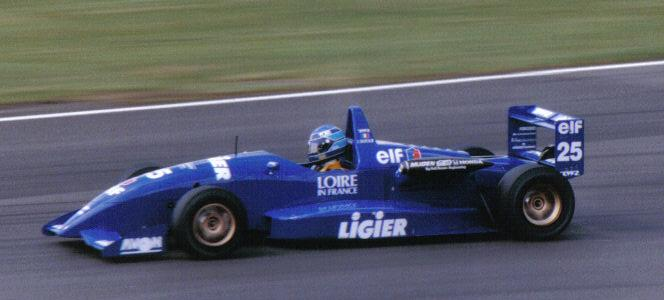
Jérémie Dufour im Dallara F395 der Équipe Ligier bei einem Formel-3-Rennen in Silverstone 1995

Jérémie Dufour (* 2. November 1975 in Roanne) ist ein ehemaliger französischer Autorennfahrer.

## Karriere

### Formelsport
Nach Anfängen im Kartsport begann die Monopostokarriere von Dufour 1992 in der französischen Formel-3-Meisterschaft mit einem zweiten Endrang in der B-Klasse. In den folgenden Jahren fuhr er neben der französischen auch in der britischen Meisterschaft. 1995 startete er für das Ligier Junior Team und beendete die Saison hinter Oliver Gavin, Ralph Firman, Hélio Castroneves und Warren Hughes an der fünften Stelle der Gesamtwertung.
Zu Beginn der 2000er-Jahre wechselte Dufour in den japanischen Motorsport. Sowohl der Formel- als auch der GT-Sport waren in Japan sehr populär und zogen europäische Fahrer an. Die Rennen hatten enormes Zuschauerinteresse und große Starterfelder. Für viele Piloten, die in Europa keine passenden Renncockpits fanden, waren diese Veranstaltungen eine lukrative Alternative. Seine letzte Formel-3-Saison fuhr Dufour in der japanischen Meisterschaft 2001, die er hinter Benoît Tréluyer und Paolo Montin als Dritter beendete.

### GT-Rennen
Ab 2001, bis zu seinem Karriereende mit dem Ablauf der Saison 2007, startete Jérémie Dufour in der japanischen GT-Meisterschaft. Sein wichtigster Einzelerfolg war der Sieg beim 1000-km-Rennen von Suzuka 2006, gemeinsam mit Benoît Tréluyer und Kazuki Hoshino im Nissan Fairlady Z. Die beste Platzierung in der Meisterschaft war der zweite Rang 2004.